# Peninna

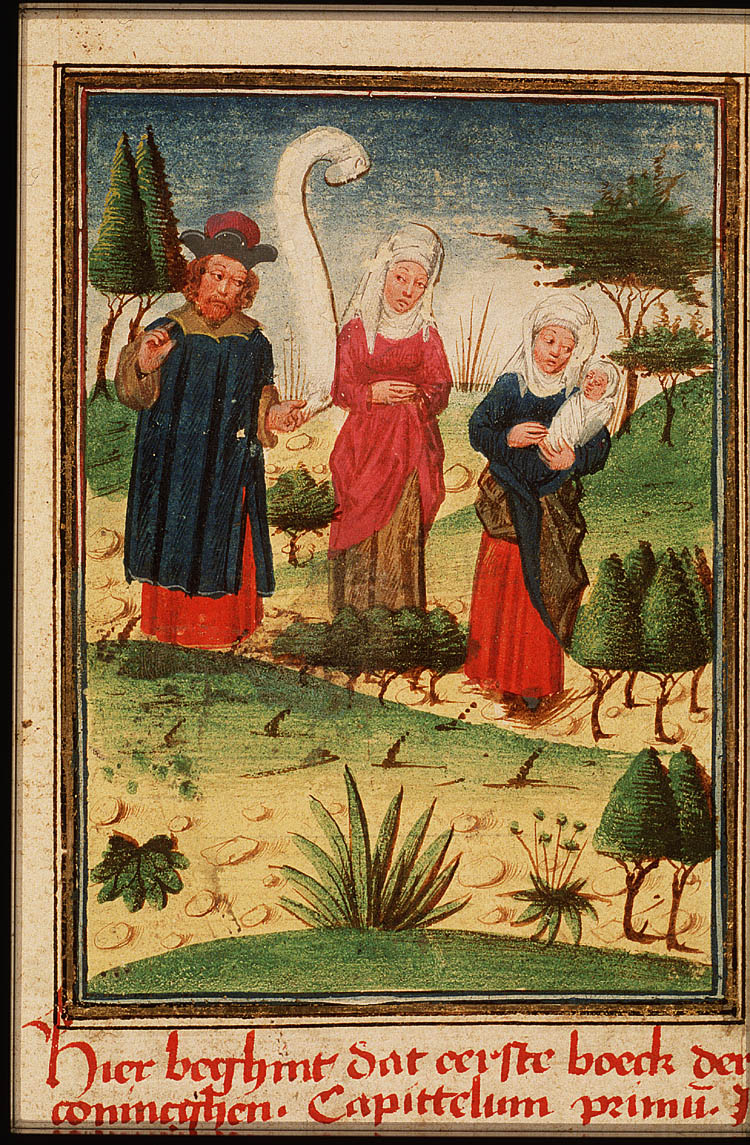
Elkana z Anną i Peninną, ilustracja XV-wieczna

Peninna (hebr. פְּנִנָּה „koral” lub „perła”) − postać biblijna ze Starego Testamentu, wspomniana w 1 Księdze Samuela (1 Sm 1,2-4).
Była jedną z dwóch żon Elkany, Efraimity z Ramataim-Cofim, a także matką jego dzieci. Co roku wraz z mężem i jego drugą żoną Anną udawała się do sanktuarium w Szilo, podczas składania ofiary drwiąc z bezdzietnej rywalki. Nie pojawia się więcej na kartach Biblii.